# مقاطعة ماكورميك (كارولاينا الجنوبية)
مقاطعة ماكورميك (بالإنجليزية: McCormick County, South Carolina)‏ هي إحدى مقاطعات ولاية كارولاينا الجنوبية في الولايات المتحدة. تأسست سنة 1914، بلغ عدد سكانها 10035 نسمة في عام 2010 حسب إحصاء مكتب تعداد الولايات المتحدة وتصل الكثافة السكانية فيها 11 نسمة/كم2.

## وصلات خارجية
- mccormickcountysc.org
- United States Counties